# Нотум
Нотум (лат. notum) — спинний склерит сегментів грудей комах. У простому варіанті нотум повністю відповідає тергіту — спинній стінці сегмента, однак у низки комах тергіт підрозділяється на два вторинних склерита: нотум (передній) і постнотум (задній). Нотум першого сегменту грудей — передньоспинка, або пронотум, другого — середньоспинка, або мезонотум, третього — задньоспинка, або метанотум .